# 木里齿突蟾
木里齿突蟾（学名：Scutiger muliensis）也称木里猫眼蟾，一种分布于中华人民共和国四川省西南部木里藏族自治县的两栖动物，隶属于角蟾科齿突蟾属。

## 形态特征
成年雄蟾体长73毫米左右，雌蟾体型略小。头较扁平，头长略小于头宽，吻端圆。身体背面一般为暗橄榄褐色，两眼间有酱黑色三角形斑伸向肩部，背部色斑多呈纵行排列；腹部黄灰色。

## 生态习性
木里齿突蟾仅发现于四川省木里县，生活于海拔3050～3400米的平缓山溪。